# Breadwinner
Breadwinner — мат-рок-группа из Ричмонда, в состав которой входили Пен Роллингс (гитара), Роберт Донн (бас) и Крис Фармер (ударные). Роллингс ранее был участником хардкор-панк-группы Honor Role. После распада группы Merge Records выпустила два 7-дюймовых сингла и один полноформатный альбом Burner (1994), в который вошли два распроданных сингла и три неизданных трека. Группу называли «непревзойденной мат-рок группой» и она является одной из ключевых групп в ранней истории мат-рока. Группа повлияла на Battles и Lamb of God.
Гитарист Роллингс позже сформировал группу Lioncloth.

## Дискография
Альбомы
- Burner (1994)